# 한성민 (가수)
한성민(1970년)은 미국의 가수이다. 2003년 2월 곽재용 감독의 영화 클래식의 OST 수록곡인 “사랑하면 할수록”으로 많은 인기를 모았다.

## 생애
6살 때 미국 뉴욕으로 이민을 갔다. 초등학교 선생님의 추천으로 메트로폴리탄 오페라 하우스의 어린이 합창단에 응모 후 오디션을 통과하면서 음악 인생을 시작했다. 중학교 시절 뉴욕 퀸스 지역의 퀸스 자치구 합창단, 고등학교 시절 뉴욕 올시티 고등학교 합창단 등 지속적인 합창단 테너 활동을 통해 실력을 연마했다. 라과디아 예술고등학교 재학시절에는 지저스 크라이스트 슈퍼스타에서 주인공인 예수 역, 웨스트 사이드 스토리에서 베이비 존 역, 베르디 레퀴엠의 테너 솔로로 공연했고 헌터 칼리지 재학 시절에는 카를 오르프의 카르미나 부라나의 테너로 공연하는 등 다양한 무대 경험을 쌓았다. 그 후 유명 음악 학교인 할렘 스쿨 오브 더 아츠를 수료했다.

## 학력
- 라과디아 예술고등학교
- 헌터 칼리지
- 할렘 스쿨 오브 더 아츠 수료

## 음반

### 싱글
- 2003년 1집 "Sonnet"

### OST
- 2003년 《클래식》 - 사랑하면 할수록
- 2004년 《작은 아씨들》 삽입곡 - 유리
- 2007년 《조강지처 클럽》 삽입곡 - 내 전부인 너